# قصیده شب بارانی
قصیده شب بارانی یک فیلم تلویزیونی محصول سال ۱۳۸۷ به کارگردانی علیرضا سبزواری، نویسندگی رضا جولایی و تهیه‌کنندگی اکبر تحویلیان می‌باشد که از شبکه پنج پخش شد.
این فیلم ۹۰ دقیقه‌ای داستان یک روز از زندگی پرستاری است که در زمان جنگ در بیمارستان مشغول کار است و تمام وقت خود را صرف بیماران می‌کند و…

## بازیگران
- شیرین بینا
- پویا امینی
- حدیث میرامینی
- محمد عمرانی
- مهرداد ضیایی
- مهدی فقیه
- محمود پاک‌نیت
- نگین صدق‌گویا